# Friedl-Mutschlechner-Haus
Das Friedl-Mutschlechner-Haus, auch Bergheim Innervillgraten genannt, ist eine Selbstversorgerhütte des Alpenvereins Südtirol (AVS) auf 1360 m ü. A. Höhe im Villgratental. Sie befindet sich nahe dem Ortszentrum von Innervillgraten in Osttirol (Bundesland Tirol, Österreich) und ist damit die einzige AVS-Hütte außerhalb Südtirols. Sie wurde als Ersatz für das alte Brunecker Haus auf dem Kronplatz erbaut, das durch seine heutige Lage mitten in einem Skigebiet für den Alpenverein nicht mehr sinnvoll als Bergsteigerheim nutzbar war. Benannt ist das 2004 eingeweihte Haus nach dem 1991 am Manaslu verstorbenen Brunecker Bergführer Friedl Mutschlechner.

## Hütten in der Nähe
- Bonner Hütte
- Brugger Alm
- Glaurlthütte
- Leckfeldalm
- Sillianer Hütte
- Volkzeiner Hütte

## Karten
- Freytag Berndt Wanderkarte WK 182 Lienzer Dolomiten - Lesachtal (1:50.000)
- Kompass Karte 45, Defereggental-Lasörlinggruppe (1:50.000)
- Kompass Karte 47, Lienzer Dolomiten-Lesachtal (1:50.000) (Bedingt, Randbereich)
- Kompass Karte 57, Bruneck-Toblach/Brunico-Dobbiaco Hochpustertal/Alta Pusteria (1:50.000)
- Kompass Karte 58, Sextner Dolomiten/Dolomiti di Sesto Toblach/Dobbiaco-Lienz (1:50.000)
- ÖK50 Karte 178, Hopfgarten im Defreggental (BMN 3711) (1:50.000)